# Makilingia pallida
Makilingia pallida är en insektsart som beskrevs av Baker 1914. Makilingia pallida ingår i släktet Makilingia och familjen dvärgstritar. Utöver nominatformen finns också underarten M. p. benguetensis.